# Gryllomorpha fusca
Gryllomorpha fusca är en insektsart som beskrevs av Lucien Chopard 1943. Gryllomorpha fusca ingår i släktet Gryllomorpha och familjen syrsor. Inga underarter finns listade i Catalogue of Life.